# Cyrano von Bergerac (1900)
Cyrano von Bergerac (frz. Cyrano de Bergerac) ist ein Film des Regisseurs Clément-Maurice aus dem Jahr 1900. Er gilt als Meilenstein der Filmgeschichte, da er als erstes Tonaufnahmen mit dem handkolorierten Filmbild kombinierte.

## Handlung
Der etwa zweiminütige Film zeigt in einer einzigen Einstellung die Szene des Duells im Hotel de Bourgogne.

## Produktionsnotizen
Studio und zugleich Begriff für das neuartige System für Ton und Farbe war Phono-Cinéma-Théâtre, die mehrere Filme für die Pariser Weltausstellung 1900 produzierten. Für die Tontechnik wurde mit Wachswalzen gearbeitet und das Bildmaterial mit Tinte nachkoloriert.
Hauptdarsteller war Benoît Constant Coquelin, der schon drei Jahre zuvor die Uraufführung von Edmond Rostands Cyrano in der Titelrolle gespielt hatte.

## Weblink
- Cyrano von Bergerac bei IMDb